# امیرحسین صدیق
امیرحسین صدیق (زادهٔ ۸ آبان ۱۳۵۱ در تهران) بازیگر ایرانی تلویزیون، سینما و تئاتر است.  شهرت او بیشتر به‌واسطه بازی در آثار مرضیه برومند است.

## زندگی شخصی
او در مهر ۱۳۵۸ پدرش علی صدیق را در یک تصادف رانندگی از دست داد. او در کودکی به عضویت کانون پرورش فکری کودکان و نوجوانان درآمد و عضو کلاس‌های تئاتر آن مجموعه شد. صدیق در سال ۱۳۷۳ با بازی در نقش آقای پدر قصه‌های تابه‌تا به کارگردانی مرضیه برومند به شهرت رسید.
او در سال‌های ۱۳۹۴ و ۱۳۹۵ اجرای برنامهٔ تلویزیونی کتاب‌باز را برعهده داشت.

## بازیگری

### تئاتر
- ۱۳۷۱ - پیروزی در شیکاگو (داوود رشیدی)[۷]
- ۱۳۷۲ - چایخانه باغ پریان (هرمز هدایت)
- ۱۳۷۸ - ریچارد سوم (داوود رشیدی)[۸]

### نمایش خانگی
- ۱۴۰۱ - شهرک کلیله و دمنه (مرضیه برومند)
- ۱۴۰۳ - تاسیان (تینا پاکروان)

### سینما
| سال       | نام               | سمت      | کارگردان                   |
| --------- | ----------------- | -------- | -------------------------- |
| ۱۴۰۲      | معجزه پروین       | بازیگر   | محمدرضا ورزی               |
| ۱۳۹۸      | نیروانا           | بازیگر   | مرتضی آتش زمزم             |
| ۱۳۹۸      | سلفی با رستم      | بازیگر   | حسین قناعت                 |
| ۱۳۹۶      | داش آکل           | بازیگر   | محمد عرب                   |
| ۱۳۹۶      | خالتور            | بازیگر   | آرش معیریان                |
| ۱۳۹۵      | بیست و یک روز بعد | بازیگر   | سید محمدرضا خردمندان       |
| ۱۳۸۷      | بیداری            | بازیگر   | فرزاد مؤتمن                |
| ۱۳۸۵      | میم مثل مادر      | بازیگر   | رسول ملاقلی‌پور             |
| ۱۳۸۴–۱۳۸۵ | تله               | بازیگر   | سیروس الوند                |
| ۱۳۸۴      | نوک برج           | بازیگر   | کیومرث پوراحمد             |
| ۱۳۸۳      | دربه‌درها          | کارگردان | امیرحسین صدیق              |
| ۱۳۸۳      | شبانه             | بازیگر   | امید بنکدار کیوان علی‌محمدی |
| ۱۳۸۰      | مربای شیرین       | بازیگر   | مرضیه برومند               |
| ۱۳۷۹      | دختری بنام تندر   | بازیگر   | محمدرضا آشتیانی‌پور         |
| ۱۳۷۷      | نسل سوخته         | بازیگر   | رسول ملاقلی‌پور             |
| ۱۳۷۵–۱۳۷۶ | شب روباه          | بازیگر   | همایون اسعدیان             |
| ۱۳۷۵      | در سرزمینی دیگر   | بازیگر   | مجید جوانمرد               |
| ۱۳۷۱      | قافله             | بازیگر   | مجید جوانمرد               |

### تلویزیون
| سال       | نام                            | سمت                               | کارگردان                 | توضیحات                                                                 |
| --------- | ------------------------------ | --------------------------------- | ------------------------ | ----------------------------------------------------------------------- |
| ۱۴۰۳      | رخنه                           | بازیگر                            | علی غفاری                | شبکه ۱                                                                  |
| ۱۴۰۰      | نوار زرد ۲                     | بازیگر                            | سروش محمدزاده            | شبکه ۲                                                                  |
| ۱۴۰۰      | پلاک ۱۳                        | بازیگر                            | آرش معیریان              | شبکه ۳                                                                  |
| ۱۳۹۸      | منم دوستت دارم                 | بازیگر                            | مجید پرکاررضاییه         | شبکه آموزش                                                              |
| ۱۳۹۸      | گیله‌وا                         | بازیگر                            | اردلان عاشوری            | شبکه ۳                                                                  |
| ۱۳۹۸      | مرضیه                          | بازیگر                            | فلورا سام                | شبکه ۲                                                                  |
| ۱۳۹۴–۱۳۹۵ | معمای شاه                      | بازیگر                            | محمدرضا ورزی             | شبکه ۱                                                                  |
| ۱۳۹۴      | دردسرهای عظیم ۲                | بازیگر                            | برزو نیک‌نژاد             | شبکه ۳                                                                  |
| ۱۳۹۲      | بی‌قرار                         | بازیگر                            | فلورا سام                | شبکه ۲                                                                  |
| ۱۳۹۲      | تله‌فیلم «گوشی قرمز»            | بازیگر                            | صادق پروین آشتیانی       |                                                                         |
| ۱۳۹۱–۱۳۹۲ | عصر پاییزی                     | بازیگر                            | اصغر نعیمی               | شبکه ۱                                                                  |
| ۱۳۹۱      | تله‌فیلم «جزر و مد»             | بازیگر                            | محمدحسن غضنفری           | شبکه ۱                                                                  |
| ۱۳۹۱      | آب‌پریا                         | بازیگر                            | مرضیه برومند             | نوروز ۱۳۹۲ شبکه ۲                                                       |
| ۱۳۹۱      | تله‌فیلم «برگشت‌ناپذیر»          | بازیگر                            | امیراحمد انصاری          |                                                                         |
| ۱۳۹۱      | تله‌فیلم «لبخند در مراسم ترحیم» | بازیگر                            | حسین قناعت               | شبکه ۳                                                                  |
| ۱۳۹۱      | تله‌فیلم «بهترین همسایه دنیا»   | بازیگر                            | عباس مرادیان             |                                                                         |
| ۱۳۹۰      | مهمانان ویژه                   | بازیگر                            | سید جواد رضویان          | خرداد ۱۳۹۱ از شبکه تهران                                                |
| ۱۳۹۰      | تله‌فیلم «خدا تو را دوست دارد؟» | بازیگر                            | سید محسن میرحسینی        |                                                                         |
| ۱۳۹۰      | تله‌فیلم «قصه سیمین»            | بازیگر                            | رضا کمالی                | شبکه ۴                                                                  |
| ۱۳۸۹      | تله‌فیلم «غلط‌انداز»             | بازیگر                            | محمدتقی راوندی           |                                                                         |
| ۱۳۸۸      | تله‌فیلم «آخرین برگشتی»         | بازیگر                            | امیراحمد انصاری          |                                                                         |
| ۱۳۸۸      | تله‌فیلم «مژدگانی برای ایلیا»   | بازیگر                            | علی عطشانی               |                                                                         |
| ۱۳۸۸      | ماه عسل                        | بازیگر                            | شاهد احمدلو              |                                                                         |
| ۱۳۸۷–۱۳۸۸ | همه بچه‌های من                  | بازیگر                            | مرضیه برومند             |                                                                         |
| ۱۳۸۶–۱۳۸۷ | نشانی                          | بازیگر                            | رامبد جوان               |                                                                         |
| ۱۳۸۶–۱۳۸۷ | تله‌فیلم «کسوف»                 | بازیگر                            | حجت قاسم‌زاده اصل         | نوروز ۱۳۸۷ شبکه ۲                                                       |
| ۱۳۸۶      | تله‌فیلم «دهخدا»                | بازیگر                            | محمدرضا ورزی             | ۱۳۸۷ از شبکه ۲                                                          |
| ۱۳۸۵      | کتاب‌فروشی هدهد                 | بازیگر                            | مرضیه برومند             |                                                                         |
| ۱۳۸۴      | رقص پرواز                      | بازیگر                            | احمد مرادپور             |                                                                         |
| ۱۳۸۳      | دربه‌درها                       | کارگردان                          | امیرحسین صدیق            |                                                                         |
| ۱۳۸۲      | روزگار قریب                    | بازیگر                            | کیانوش عیاری             |                                                                         |
| ۱۳۸۲      | تله‌فیلم «آسفالت»               | بازیگر                            | رامبد جوان               |                                                                         |
| ۱۳۸۲–۱۳۸۱ | باغ بلور                       | بازیگر                            | رامبد جوان               |                                                                         |
| ۱۳۸۱      | در کنار هم                     | بازیگر                            | فتحعلی اویسی             |                                                                         |
| ۱۳۸۱      | باران عشق                      | بازیگر                            | فریدون حسن‌پور احمد امینی | شبکه تهران                                                              |
| ۱۳۸۱      | بدون شرح                       | بازیگر                            | مهدی مظلومی              |                                                                         |
| ۱۳۸۱      | هزاران چشم                     | بازیگر                            | کیانوش عیاری             | بازی در اپیزود «مالیات»                                                 |
| ۱۳۸۰      | کارآگاه شمسی و دستیارش مادام   | بازیگر                            | مرضیه برومند             | شبکه تهران                                                              |
| ۱۳۷۹      | داستان‌های نوروز                | بازیگر                            | مرضیه برومند             | شبکه ۱                                                                  |
| ۱۳۷۸      | شب روباه                       | بازیگر                            | همایون اسعدیان           | نسخه سینمایی آن در سال ۱۳۷۵ ساخته شد و در سال ۱۳۷۶ در سینماها اکران شد. |
| ۱۳۷۸      | ورثه آقای نیکبخت               | بازیگر                            | مرضیه برومند             |                                                                         |
| ۱۳۷۸      | تله‌فیلم «دیروز، امروز، فردا»   | بازیگر                            | ایرج کریمی               |                                                                         |
| ۱۳۷۸      | کاشانه                         | بازیگر                            | قاسم جعفری               | شبکه ۳                                                                  |
| ۱۳۷۸      | داستان یک شهر                  | بازیگر                            | اصغر فرهادی              | شبکه تهران                                                              |
| ۱۳۷۷–۱۳۷۸ | هتل                            | بازیگر                            | مرضیه برومند             | شبکه تهران                                                              |
| ۱۳۷۶      | این زمینی‌ها                    | بازیگر                            | مسعود شاه‌محمدی           | شبکه تهران                                                              |
| ۱۳۷۵–۱۳۷۶ | تهران ۱۱–۵۹۵ ج ۴۸              | بازیگر، برنامه‌ریز دستیار کارگردان | مرضیه برومند             | بازی در اپیزود «نامزدی»                                                 |
| ۱۳۷۳–۱۳۷۵ | برگی از زندگی                  | بازیگر                            | هرمز هدایت               | شبکه ۲                                                                  |
| ۱۳۷۵      | کودکی غلامحسین‌خان              | مجری                              | مرضیه برومند             | شبکه تهران                                                              |
| ۱۳۷۴      | ماجراهای من و آقای اصل تهرانی  | بازیگر                            | مرضیه برومند             |                                                                         |
| ۱۳۷۳–۱۳۷۴ | قصه‌های تابه‌تا                  | بازیگر                            | مرضیه برومند             | از برنامه کودک و نوجوان شبکه ۲ پخش می‌شد.                                |

## حواشی
بر اساس تصاویر منتشر شده در شبکه‌های اجتماعی، مهر ۱۳۹۷ امیرحسین صدیق به همراه ستاره اسکندری از بازیگران سرشناس ایرانی پس از آزادی پوریا نوری، عکاس بازداشتی واقعه گلستان هفتم به دیدن او رفتند که این دیدار موجب انتقادات تند رسانه‌های حکومتی چون روزنامه کیهان، روزنامه جوان و خبرگزاری فارس از این دو بازیگر سینما و تلویزیون شد.
نوروز ۱۳۹۸ که صدیق و همسرش مهمان برنامه تحویل سال نو در شبکه پنج بودند، او از تشریح شیوهٔ کشته شدن نیروهای مدافع حرم در جنگ داخلی سوریه در ساعات تحویل سال جدید انتقاد کرد. در بخشی از برنامه که حضور یک نیروی نظامی از تیپ فاطمیون با صدیق و همسرش هم‌زمان شده بود، آن شخص به بیان خاطراتی از مخاطرات خود در سوریه پرداخت و امیرحسین صدیق نسبت به صحبت‌های او دربارهٔ «نحوه مُردن» مدافعان حرم در جنگ سوریه انتقاد کرد و گفت که صحبت از قتل و خشونت در شب‌های منتهی به سال نو و عید نوروز جایز نیست و باید از خوبی‌ها حرف زد.

## ماجرای ویژه برنامه نوروزی صداوسیما
۲۰ اسفند ۱۳۹۹ شبکه پنج صداوسیما جمهوری اسلامی اعلام کرد ویژه برنامه نوروزی‌اش با میزبانی و مجری‌گری امیرحسین صدیق و همسرش باران خوش‌اندام از ۲۶ اسفند تا ۱۳ فروردین ۱۴۰۰ به صورت زنده روی آنتن شبکه پنج سیما می‌رود.
این خبر با واکنش تند رسانه‌های حکومتی جمهوری اسلامی همراه شد. خبرگزاری فارس، روزنامه جوان و خبرگزاری تسنیم با انتشار سرمقاله و یادداشت با یادآوری دیدار او با پوریا نوری، عکاس سینما بازداشت شده در اعتراضات پس از آزادی و انتقاد صدیق از حضور نیروهای نظامی و شبه نظامی جمهوری اسلامی در جنگ سوریه، به عملکرد صداوسیما در انتخاب صدیق برای اجرای برنامه نوروزی اعتراض کردند.
۲۶ اسفند نهایتاً خبر لغو پخش این ویژه برنامه نوروزی با اجرای صدیق منتشر و علت آن فعالیت‌های سیاسی صدیق و دیدارش با محکومان امنیتی عنوان شد.
خبرگزاری تسنیم مدعی شد بسیاری مطالبه داشتند شبکه پنج سیما از حضور و اجرای امیرحسین صدیق و همسرش در ویژه برنامه نوروزی «نوروزترین نوروز» جلوگیری کند.
رضا صادقی، خواننده یک روز پس از کنار گذاشته شدن صدیق از اجرای برنامه در ۲۷ اسفند ۱۳۹۹ مجری این ویژه برنامه شد.